# Narew
Narew (česky Narev, bělorusky Нараў) je řeka v Polsku (Podleské, Mazovské vojvodství) s prameny v Bělorusku (Brestská oblast). Je pravým přítokem Visly. Její délka činí 484 km (z toho 448 km v Polsku). Povodí má rozlohu 75 200 km².

## Průběh toku
Pramení na severovýchodě Bělověžského pralesa v Bělorusku v části zvané Divoké bahno. Teče zalesněnou a většinou bahnitou a bažinatou rovinou často v několika rovnocenných korytech.

## Přítoky
Přítoky jsou Biebrza, Bug, Gać, Narewka, Niewodnica, Omulew, Orlanka, Orz, Orzyc, Pisa, Rozoga, Ruż, Ślina, Supraśl, Szkwa, Wkra.

## Osídlení
Řeka protéká městy a obcemi Suraż, Uhowo, Łapy, Tykocin, Wizna, Łomża, Nowogród, Ostrołęka, Różan, Pułtusk, Serock, Nowy Dwór Mazowiecki, Modlin.

## Vodní stav
Zdroj vody je převážně sněhový. Průměrný dlouhodobý průtok při ústí do přehradní nádrže na soutoku s Bugem (Zalew Zegrzyński) je 130 m³/s a při ústí do Visly 328 m³/s. Nejvyšší vodnosti dosahuje na jaře a nejmenší v létě. Při povodních se hladina zvyšuje o 4 až 6 m. Řeka zamrzá na konci prosince a rozmrzá v polovině března. Průměrná délka trvání ledové pokrývky je 80 dní.

## Využití
Tok řeky na dolním toku reguluje přehradní nádrž Zalew Zegrzyński pod soutokem s Bugem. hráz a hydroelektrárna se nacházejí u města Dembe. Řeka je splavná na dolním a středním toku. Přes svůj přítok Biebrzy a její přítok Netty, Augustovský kanál a Augustovská jezera a řeku Czarna Hańcza je spojena s povodím Němenu. Po řece se splavuje dřevo.